# The Principle of Moments
| Recensione              | Giudizio    |
| ----------------------- | ----------- |
| AllMusic                | [ 4 ]       |
| Sputnikmusic            | 3.5 (Great) |
| Dizionario del Pop-Rock | [ 6 ]       |
| 24.000 dischi           | [ 7 ]       |

The Principle of Moments è il secondo album dell'artista britannico Robert Plant, ex cantante dei Led Zeppelin. È uscito nel luglio del 1983. Il batterista dei Genesis Phil Collins ha suonato per sei brani degli otto contenuti nel disco. Gli altri due sono stati registrati alla batteria da Barriemore Barlow, batterista dei Jethro Tull.

## Tracce

### LP
Lato A
1. Other Arms – 4:20 (Robert Plant, Robbie Blunt)
2. In the Mood – 5:19 (Robert Plant, Robbie Blunt, Paul Martinez)
3. Messin' with the Mekon – 4:40 (Robert Plant, Robbie Blunt, Paul Martinez)
4. Wreckless Love – 5:18 (Robert Plant, Robbie Blunt)

Lato B
1. Thru' with the Two Step – 5:33 (Rober Plant, Robbie Blunt, Paul Martinez)
2. Horizontal Departure – 4:19 (Rober Plant, Robbie Blunt, Paul Martinez, Jezz Woodroffe)
3. Stranger Here...Than Over There – 4:18 (Rober Plant, Robbie Blunt, Paul Martinez, Jezz Woodroffe)
4. Big Log – 5:03 (Rober Plant, Robbie Blunt, Jezz Woodroffe)

### CD
Edizione CD del 2007, pubblicato dalla Es Paranza Records (8122-74159-2)
1. Other Arms – 4:22 (Robert Plant, Robbie Blunt)
2. In the Mood – 5:23 (Robert Plant, Robbie Blunt, Paul Martinez)
3. Messin' with the Mekon – 4:40 (Robert Plant, Robbie Blunt, Paul Martinez)
4. Wreckless Love – 5:18 (Robert Plant, Robbie Blunt)
5. Thru' with the Two Step – 5:35 (Robert Plant, Robbie Blunt, Paul Martinez)
6. Horizontal Departure – 4:21 (Rober Plant, Robbie Blunt, Paul Martinez, Jezz Woodroffe)
7. Stranger Here...Than Over There – 4:20 (Rober Plant, Robbie Blunt, Paul Martinez, Jezz Woodroffe)
8. Big Log – 5:10 (Rober Plant, Robbie Blunt, Jezz Woodroffe)
9. In the Mood (Live) – 7:36 (Rober Plant, Robbie Blunt, Paul Martinez) – Traccia bonus, registrato dal vivo il 20 settembre 1983 al The Summit di Houston, Texas
10. Thru' with the Two Step (Live) – 11:11 (Rober Plant, Robbie Blunt, Paul Martinez) – Traccia bonus, registrato dal vivo il 20 settembre 1983 al The Summit di Houston, Texas
11. Lively Up Yourself (Live) – 3:05 (Bob Marley) – Traccia bonus, registrato dal vivo il 20 settembre 1983 al The Summit di Houston, Texas
12. Turnaround – 4:55 (Rober Plant, Robbie Blunt, Paul Martinez, Jezz Woodroffe) – Traccia bonus, brano inedito di studio dalle sessioni di registrazioni dell'album The Principle of Moments

- Formazione brani Live: Robert Plant, Robbie Blunt, Jezz Woodroffe, Paul Martinez, Bob Mayo e Phil Collins

## Formazione
- Robert Plant - voce solista
- Robbie Blunt - chitarre
- Gerald Woodruffe - tastiere
- Paul Martinez - basso, accompagnamento vocale-cori
- Phil Collins - batteria (in tutti i brani, tracce bonus comprese, eccetto in: Wreckless Lovee Stranger Here...Than Over There)
- Barriemore Barlow - batteria (solo nei brani: Wreckless Lovee Stranger Here...Than Over There)
- John David - accompagnamento vocale-cori

Note aggiuntive
- Robert Plant, Benji Lefevre e Pat Moran - produttori, controllo qualità e mixaggio
- Registrazioni effettuate al Rockfield Studios presso Monmouth, Galles, Regno Unito
- Pat Moran - ingegnere delle registrazioni
- App, Std - design copertina album originale[9]

## Classifica
Album
| Anno | Classifica            | Posizione raggiunta |
| ---- | --------------------- | ------------------- |
| 1983 | Official Albums Chart | 7                   |
| 1983 | Billboard 200         | 8                   |

Singoli
| Anno | Titolo del brano     | Classifica             | Posizione raggiunta |
| ---- | -------------------- | ---------------------- | ------------------- |
| 1983 | Big Log              | Official Singles Chart | 11                  |
| 1983 | In the Mood          | Official Singles Chart | 81                  |
| 1983 | Big Log              | Billboard Hot 100      | 20                  |
| 1984 | In the Mood          | Billboard Hot 100      | 39                  |
| 1983 | Other Arms           | Mainstream Rock Songs  | 1                   |
| 1983 | In the Mood          | Mainstream Rock Songs  | 4                   |
| 1983 | Big Log              | Mainstream Rock Songs  | 6                   |
| 1983 | Horizontal Departure | Mainstream Rock Songs  | 44                  |